# NGC 4468
NGC 4468 is een elliptisch sterrenstelsel in het sterrenbeeld Hoofdhaar. Het hemelobject werd op 14 januari 1787 ontdekt door de Duits-Britse astronoom William Herschel.
NGC 4468 vormt samen met NGC 4459 en NGC 4474 een trio van sterrenstelsels dat kan gezien worden als een verlenging van Markarians Ketting, een kleine groep van schijnbaar gealigneerde sterrenstelsels in de Virgocluster.

## Synoniemen
- UGC 7628
- MCG 2-32-90
- ZWG 70.122
- VCC 1196
- PGC 41171